# Установка виробництва олефінів у Ліньї
Установка виробництва олефінів у Ліньї — виробництво нафтохімічної промисловості у приморській провінції Шаньдун.
На тлі зростання попиту на полімери у 2010-х роках у Китаї почали з'являтися виробництва олефінів з метанолу. Деякі з них були інтегровані у вуглехімічні комплекси, проте у приморських провінціях з'явилося чимало підприємств, розрахованих на споживання придбаної на відкритому ринку сировини. До них, зокрема, відноситься введена в експлуатацію у 2015 році установка компанії Shandong Yangmei Hengtong, що базується у Ліньї. Споживаючи 900 тисяч тонн метанолу на рік, вона здатна продукувати 120 тисяч тонн етилену та 180 тисяч тонн пропілену.
Етилен в подальшому використовується належним тій же компанії заводом полівінілхлориду в Танчені, розрахованим на випуск 300 тисяч тонн цього полімеру. Пропілен призначений для продажу на ринку.
На момент запуску заводу було анонсовано, що необхідний для його роботи метанол купуватимуть переважно на внутрішньому ринку, де його головним джерелом є вуглехімія.